# Aarão ben Samuel
Aarão ben Samuel, também chamado Abu Aarão, foi um místico judeu do século IX. Vivia em Baguedade, de onde partiu rumo à Península Itálica, onde ensinou Cabala. Teve como pupilo Moisés ben Calônimo de Luca, que levou seus ensinamentos ao Sacro Império Romano-Germânico. Aarão é tido como pai do estudo cabalístico da Europa.